# Liparis adiastolus
Liparis adiastolus és una espècie de peix pertanyent a la família dels lipàrids.

## Descripció
- Fa 16,7 cm de llargària màxima.
- Nombre de vèrtebres: 35-39.[5]

## Hàbitat
És un peix marí, demersal i de clima temperat que viu entre 0-10 m de fondària.

## Distribució geogràfica
Es troba al Pacífic nord-oriental: els Estats Units.

## Observacions
És inofensiu per als humans.